# Reggiolo
Reggiolo é uma comuna italiana da região da Emília-Romanha, província de Reggio Emilia, com cerca de 8.559 habitantes. Estende-se por uma área de 43 km², tendo uma densidade populacional de 199 hab/km². Faz fronteira com Campagnola Emilia, Fabbrico, Gonzaga (MN), Guastalla, Luzzara, Moglia (MN), Novellara, Rolo.
É a cidade natal do ex-futebolista e atualmente técnico de futebol, Carlo Ancelotti.

## Demografia
| Variação demográfica do município entre 1861 e 2011                               |
|                                                                                   |
| Fonte: Istituto Nazionale di Statistica (ISTAT) - Elaboração gráfica da Wikipedia |

## Cidades-irmãs
- Niardo, Itália (2012)